# James Clerk Maxwell
Pour les articles homonymes, voir James Maxwell et Maxwell.
James Clerk Maxwell (13 juin 1831 à Édimbourg en Écosse - 5 novembre 1879 à Cambridge en Angleterre) est un physicien et mathématicien écossais. Il est principalement connu pour avoir unifié en un seul ensemble d'équations, les équations de Maxwell, l'électricité, le magnétisme et l'induction, en incluant une importante modification du théorème d'Ampère. Ce fut à l'époque le modèle le plus unifié de l'électromagnétisme. Il est également célèbre pour avoir interprété, dans un article scientifique, la lumière comme étant un phénomène électromagnétique en s'appuyant sur les travaux de Michael Faraday. Il a notamment démontré que les champs électriques et magnétiques se propagent dans l'espace sous la forme d'une onde et à la vitesse de la lumière.
Ces deux découvertes permirent d'importants travaux ultérieurs notamment en relativité restreinte et en mécanique quantique.
Il a également développé la distribution de Maxwell, une méthode statistique de description de la théorie cinétique des gaz.
Maxwell est considéré par de nombreux physiciens comme le scientifique du XIXe siècle ayant eu le plus d'influence au XXe siècle. Ses contributions à la science sont considérées par certains comme aussi importantes que celles d'Isaac Newton ou d'Albert Einstein. En 1931, pour le centenaire de la naissance de Maxwell, Einstein décrivait les travaux de Maxwell comme les « plus profonds et fructueux que la physique ait connus depuis le temps de Newton ».
Il est également connu pour avoir réalisé le 17 mai 1861 la première photographie en vraie couleur devant les membres de la Royal Institution de Londres.

## Biographie

### Enfance 1831-1839
James Clerk Maxwell est né le 13 juin 1831 au 14 India Street à Édimbourg, de John Clerk Maxwell, avocat, et de Frances Maxwell (née Cay). Le père de Maxwell était un homme aisé apparenté à la famille Clerk de Penicuik (Midlothian), détenteurs de la baronnie Clerk (en) et dont le frère en était le sixième baronnet. Il est né John Clerk, ajoutant lui-même le surnom Maxwell après avoir hérité d'une propriété de campagne à Middlebie (Kirkcudbrightshire) de la famille Maxwell, elle-même membre de la pairie. Les parents de Maxwell ne se sont pas rencontrés ni mariés avant d'être entrés dans la trentaine, ce qui était rare à l'époque, et sa mère avait près de 40 ans quand il est né. Ils avaient précédemment eu une fille morte en bas âge. Ses parents appellent leur unique enfant survivant James, un prénom non seulement porté par son grand-père mais aussi par beaucoup de ses aïeux. L'enfant est élevé dans la religion protestante.
Alors que Maxwell est encore jeune, sa famille déménage à Glenlair, une maison de ses parents construite sur la propriété de 1 500 acres (6 100 ha) de Middlebie. Toutes les indications concordent pour dire que Maxwell avait une curiosité inextinguible dès le plus jeune âge. À 3 ans, tout ce qui bougeait, brillait ou faisait du bruit amenait la question : « À quoi ça sert ? ». Dans une lettre à sa belle-sœur Jane Cay en 1834, son père décrivait sa curiosité intellectuelle innée : « C'est un garçon heureux et il se porte beaucoup mieux depuis que le temps est meilleur ; il est très occupé avec les portes, serrures, clés, etc. et « montre moi comment ça marche » ne quitte jamais sa bouche ».

### Éducation 1839-1847

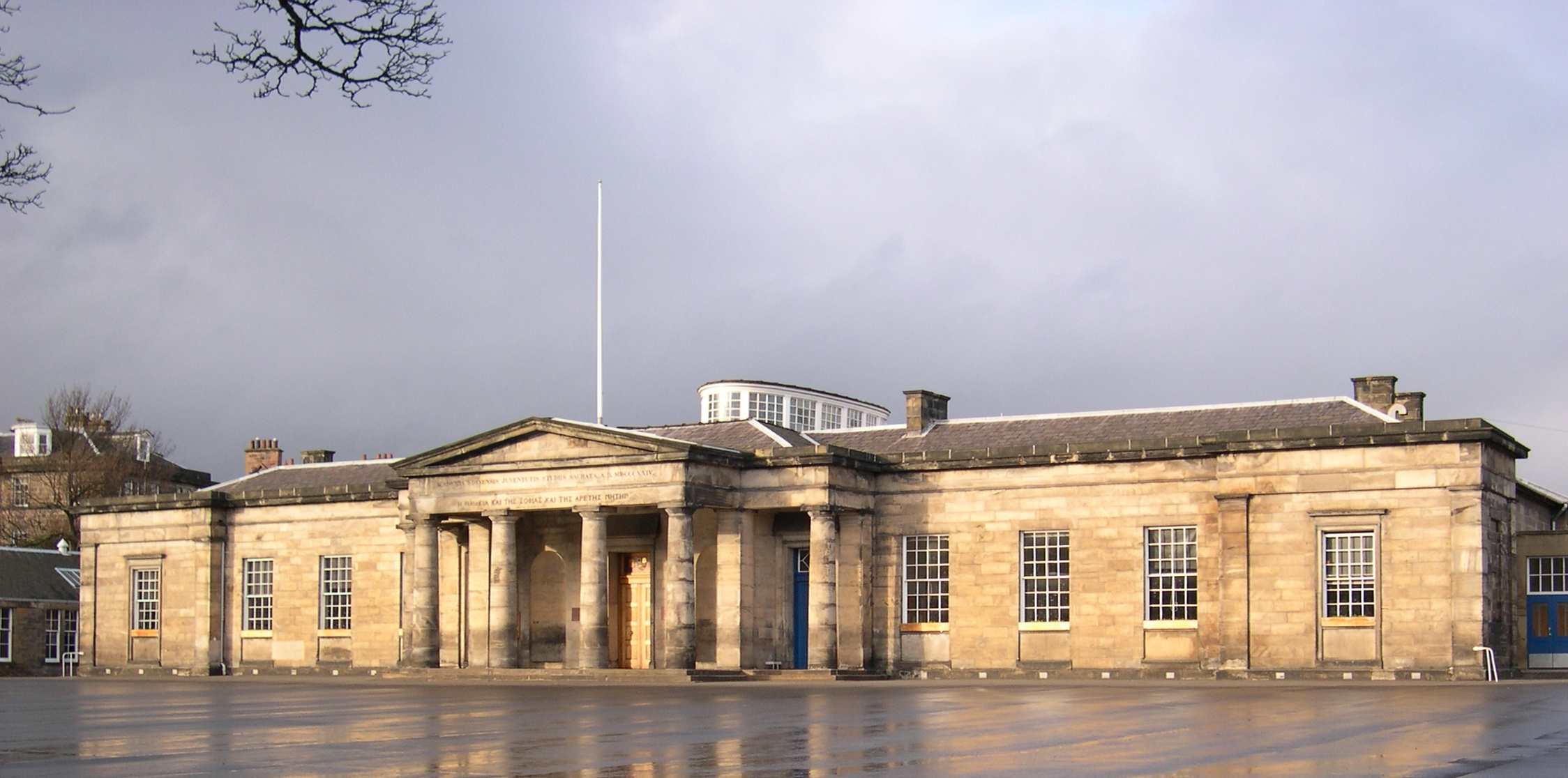
L'Edinburgh Academy où Maxwell a été scolarisé.

Reconnaissant le potentiel du jeune homme sa mère prend en charge son éducation primaire, ce qui à l'époque victorienne était très souvent le rôle de la femme au foyer. Elle meurt cependant d'un cancer abdominal en 1839 alors que Maxwell n'a que 8 ans. L'éducation de James est alors supervisée par John Clerk et sa belle-sœur Jane, les deux jouant un rôle pivot dans la vie de Maxwell. Sa véritable scolarité débute difficilement sous la direction d'un précepteur âgé de 16 ans. Peu de choses sont connues à propos du jeune homme que John Clerk engagea pour instruire son fils, mis à part qu'il le traitait durement, moquant sa lenteur et son entêtement. John Maxwell renvoie le tuteur en novembre 1841 et, après longue réflexion, envoie son fils dans la prestigieuse Edinburgh Academy. Il habite alors chez sa tante Isabella où sa passion pour le dessin est encouragée par sa cousine Jemima Blackburn, elle-même une artiste talentueuse.
James, élevé dans l'isolement de la propriété de son père, ne se sent pas bien en arrivant à l'école à l'âge de 10 ans. La classe de première année étant pleine, il est scolarisé en deuxième année avec des élèves âgés d'un an de plus que lui. Ses manières et son accent heurté de Galloway sonnent rustique pour les autres garçons et, avec le fait d'arriver le premier jour avec des chaussures et une tunique faites à la maison, lui valent le surnom « Dafty »,. Maxwell semble cependant ne pas s'offusquer du qualificatif, le portant sans se plaindre pendant des années. Dans les classes supérieures, sa vie sociale et ses résultats scolaires s'améliorent. Très vite, Dafty surprend ses camarades de classe en résolvant des problèmes de mathématiques et de géométrie avec aisance et rapidité. Son isolement social prend fin quand il rencontre Lewis Campbell (en) et Peter Guthrie Tait, deux garçons du même âge, appelés à devenir eux aussi de brillants élèves. Ils resteront amis toute leur vie.
Maxwell était fasciné par la géométrie, redécouvrant les polyèdres réguliers avant d'avoir reçu un quelconque enseignement formel. Néanmoins l'essentiel de ses talents restent inconnus, et bien qu'il gagne un prix en biographie religieuse en deuxième année, son travail scolaire reste anodin jusqu'à ce que, à l'âge de 13 ans, il gagne la médaille de mathématiques de l'école et le premier prix en anglais et en poésie.
Pour son premier travail scientifique, à l'âge de 14 ans, Maxwell écrit un article sur les moyens mécaniques de tracer des courbes mathématiques avec un morceau de ficelle ainsi que les propriétés des ellipses et des courbes à plus de deux foyers. Son travail, Oval Curves, est présenté à la Royal Society of Edinburgh par James Forbes, professeur de philosophie naturelle à l'Université d'Édimbourg, Maxwell étant jugé trop jeune pour le faire lui-même. Le travail n'est pas entièrement original, Descartes ayant examiné les propriétés de telles courbes multifocales au XVIIe siècle, mais Maxwell a simplifié leur construction.

### Université d'Édimbourg 1847-1850

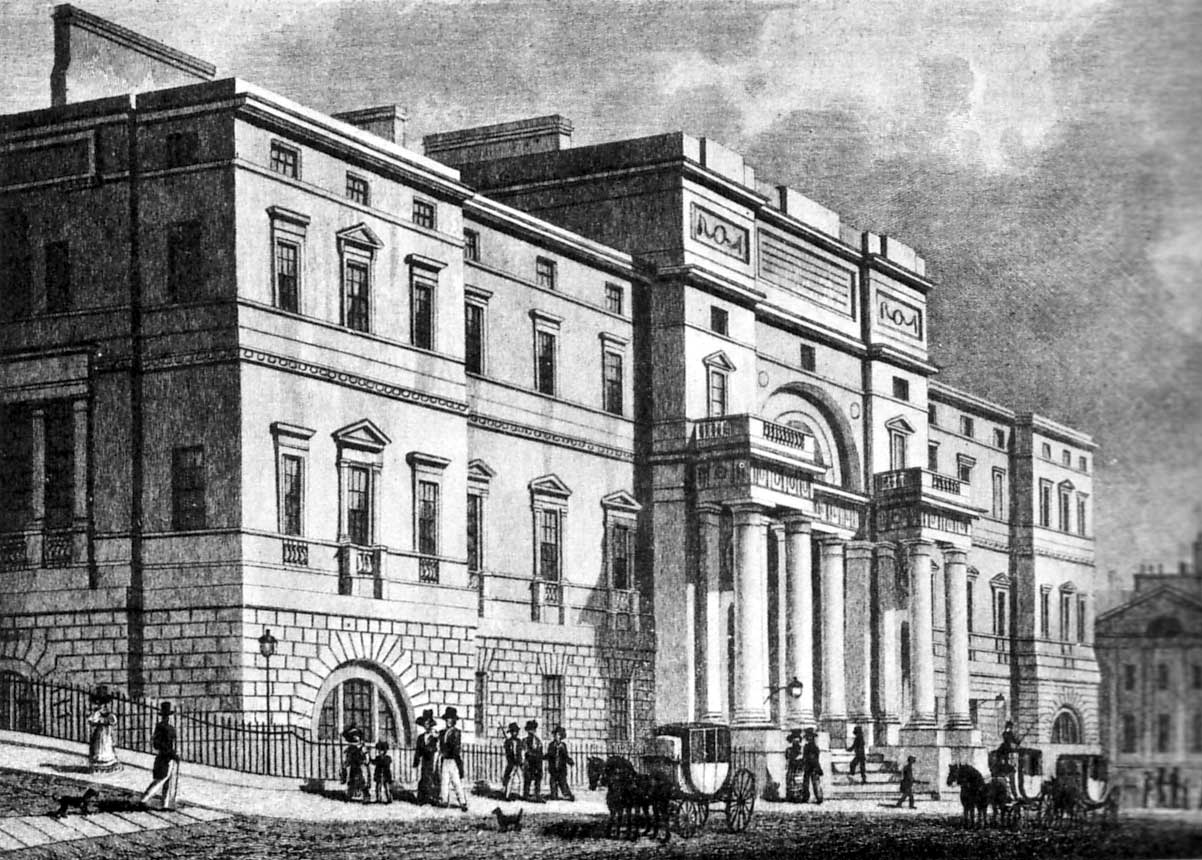
L'Université d'Édimbourg

Maxwell quitte l'école en 1847 à l'âge de 16 ans et suit des cours à l'Université d'Édimbourg. Ayant la possibilité d'entrer à Cambridge après son premier trimestre, Maxwell décide néanmoins de terminer ses trois trimestres d'études à Édimbourg. La principale raison est l'éloignement de Cambridge qui impliquerait de ne voir son père que deux fois par an. L'autre raison est l'inquiétude pour la suite de sa carrière : il veut devenir scientifique, mais les emplois dans le domaine étant rares à l'époque, il aurait été beaucoup plus difficile d'obtenir un poste dans une université aussi prestigieuse que celle de Cambridge.
L'Université d'Édimbourg accueille alors dans son équipe enseignante des personnalités reconnues. En première année Maxwell a pour professeurs William Hamilton en logique et métaphysique, Philip Kelland en mathématiques et James Forbes en philosophie naturelle. Maxwell ne trouve cependant pas ses cours à Édimbourg particulièrement exigeants aussi dégage-t-il le temps de se plonger dans ses propres études personnelles durant son temps libre, particulièrement lors de ses retours à Glenlair. Il peut alors faire des expériences avec des appareils de chimie et d'électromagnétisme improvisés, mais sa préoccupation principale concerne les propriétés de la lumière polarisée. Il met en forme des blocs de gélatine, les soumet à diverses contraintes, puis, à l'aide de deux prismes polarisants que lui a offerts William Nicol, il observe les couleurs développées dans la gelée. Maxwell vient de découvrir la photoélasticité, une méthode de détermination de la distribution des contraintes à l'intérieur d'une structure physique.
Dans sa dix-huitième année Maxwell contribue à deux articles pour les Transactions of the Royal Society of Edinburgh, l'un d'eux, On the Equilibrium of Elastic Solids, posant les fondations d'une importante découverte réalisée plus tard : la biréfringence temporaire dans un liquide visqueux par une contrainte de cisaillement. L'autre article s'intitule Rolling Curves. Comme pour son premier article d'écolier, Oval Curves, Maxwell est considéré comme trop jeune pour monter à la tribune et le présenter lui-même. De ce fait, il est lu à la Royal Society par son professeur Kelland.
James n'apprend pas que dans les salles de classe ou les laboratoires de l'université. Il réalise aussi des expériences dans un laboratoire improvisé à Glenlair, ou bien à l'aide de livres empruntés à la bibliothèque. Il lit les traités de mathématiciens français, tels Augustin Louis Cauchy, Siméon Denis Poisson et achète en 1849, pour vingt-cinq shillings, la Théorie analytique de la chaleur publiée par Joseph Fourier en 1821. Certains passages de ce traité aident à mieux comprendre pourquoi Maxwell formule, quelques années plus tard, la théorie électromagnétique à l'aide des formes différentielles. L'étude réalisée par Fourier éveille aussi son intérêt pour la thermodynamique,.

### Cambridge 1850-1856

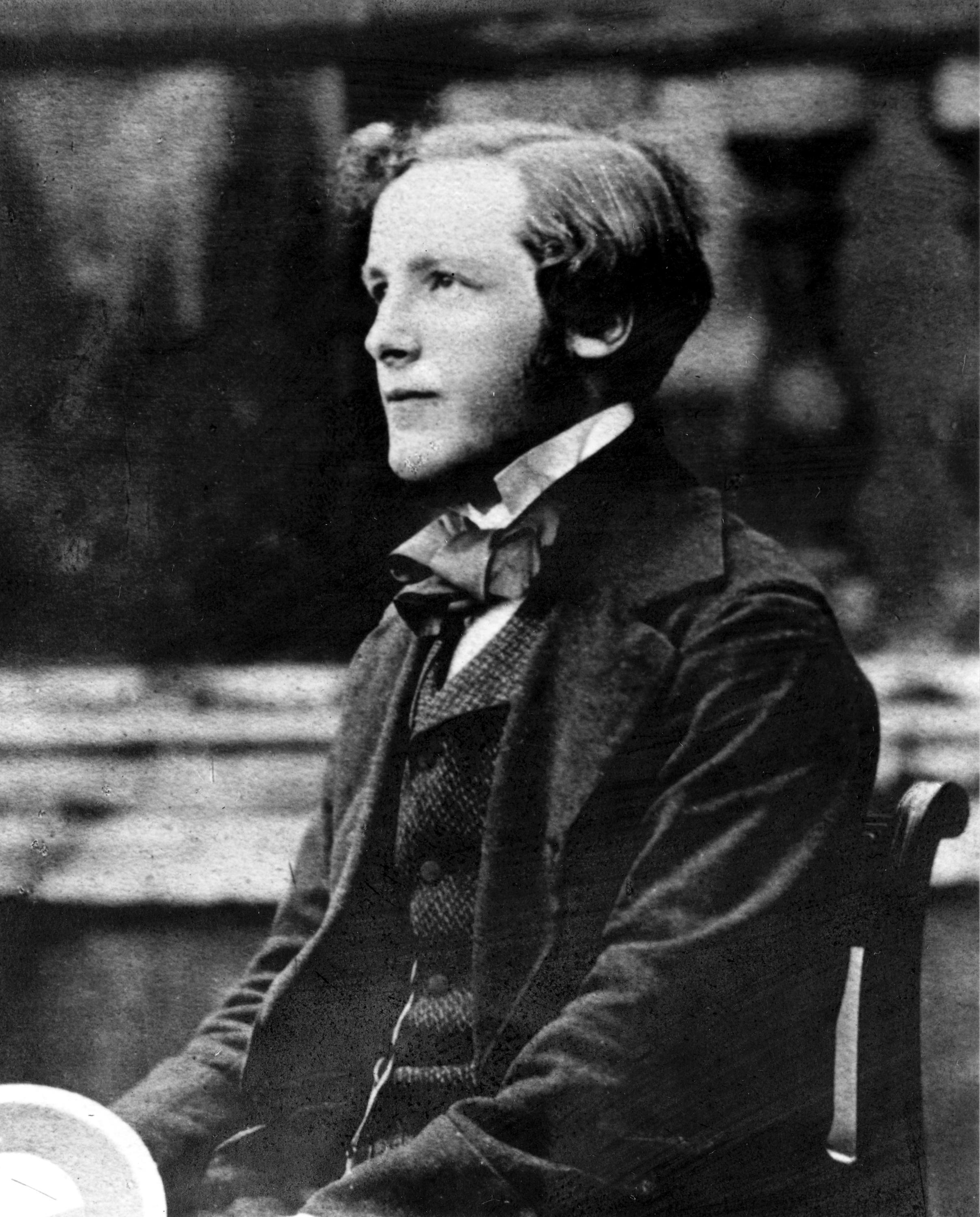
Maxwell jeune au Trinity College à Cambridge. Il tient à la main l'une de ses roues à couleurs.

En octobre 1850, déjà devenu un mathématicien accompli, Maxwell quitte l'Écosse pour l'Université de Cambridge, Il est d'abord admis à Peterhouse, qui attire alors de nombreux mathématiciens talentueux, et où il retrouve son ami Peter Guthrie Tait. Mais avant la fin du premier trimestre il part pour Trinity College, où il pense plus facile d'obtenir une bourse d'études, et où il peut entrer au contact de brillants universitaires, tant en sciences que dans d'autres matières, un motif très stimulant pour un esprit aussi ouvert que le sien. Un an environ après son entrée à Cambridge, il est invité à rejoindre un groupe d'élite de douze étudiants, connus sous le nom de Cambridge Apostles.
Pour les étudiants brillants en mathématiques, comme Maxwell, Cambridge possédait un atout supplémentaire : le « tripos », nom officiel pour désigner l'ensemble des examens de fin d'études dans cette université. En novembre 1851, Maxwell étudie avec William Hopkins, dont les capacités à favoriser le développement du talent mathématique lui ont valu le surnom de « faiseur de senior wrangler », en jargon. Une part importante de la mise en équations par Maxwell de l'électromagnétisme est réalisée pendant cette période.
En 1854, Maxwell se présente au « tripos » et est diplômé du Trinity College en mathématiques. Il obtient la deuxième note la plus élevée à l'examen final, arrivant derrière Edward Routh, et gagnant ainsi le titre de Second Wrangler, mais est déclaré ex-aequo avec Routh dans l'épreuve la plus exigeante de l'examen du Prix Smith. Immédiatement après avoir reçu son diplôme, Maxwell lit à la Cambridge Philosophical Society un mémoire inédit, On the Transformation of Surfaces by Bending, sur la déformation des surfaces, qui est un des quelques articles purement mathématiques qu'il publiera jamais et qui démontre son envergure grandissante en tant que mathématicien. En 1856, il publie On Faraday's Lines of Force, qui traite du concept des lignes de champ de Faraday et constitue le début de son voyage dans l'univers de l'électricité et du magnétisme. Contrairement à Faraday, Maxwell a une excellente formation en mathématiques, grâce à laquelle il s'efforce de donner un contenu formel à ses idées.
Maxwell décide de rester à Trinity et demande à devenir « fellow » une procédure qui dure normalement plusieurs années. Grâce à sa réussite lors des études avant son diplôme, et moyennant quelques cours de soutien ou surveillances d'examen, il serait alors libre de poursuivre ses recherches scientifiques à sa convenance.
Il est fasciné par la nature de la couleur depuis sa plus tendre enfance. À l'Université d'Édimbourg, son intérêt pour la lumière et l'optique s'éveille à nouveau lorsqu'il visite le laboratoire de William Nicol. Son professeur Forbes l'invite alors à participer à une étude sur la vision de la couleur,. Maxwell, en utilisant des toupies colorées inventées par Forbes, est capable de montrer que la lumière blanche résulte d'un mélange de lumières rouge, verte et bleue. Son article Experiments on Colour, qui pose les principes des combinaisons de couleurs, est lu à la Royal Society d'Édimbourg en mars 1855. Cette fois, il le présente lui-même.
Maxwell est admis comme fellow de Trinity en octobre 1855, plus rapidement que la norme et il lui est demandé de donner des cours en optique et en hydrostatique ainsi que de rédiger des textes d'examen. En février de l'année suivante, il est informé par Forbes qu'une chaire de philosophie naturelle au Marischal College (en) à Aberdeen est vacante. Il s'empresse de postuler. Son père l'aide à préparer son dossier et ses références, mais meurt le 2 avril 1856 à Glenlair avant de connaître les résultats de la candidature. Maxwell accepte le poste à Aberdeen et quitte Cambridge en novembre 1856.

### Aberdeen 1856-1860

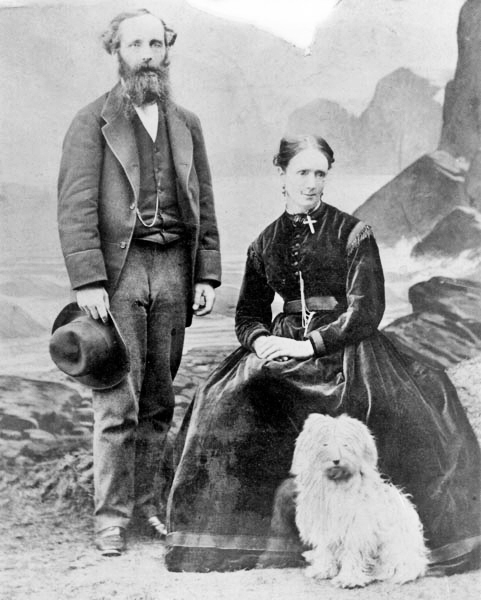
James et Katherine Maxwell, 1869.

Maxwell a alors 25 ans et est le plus jeune du corps enseignant, dont la moyenne d'âge avoisine les 55 ans. Enseigner à Aberdeen offre des avantages indéniables, il y dispose d'une liberté totale pour concevoir le programme de ses cours, qu'il agrémente d'une série de démonstrations expérimentales, avec le matériel obtenu par son prédécesseur. Il passe 15 heures par semaine à donner des cours incluant un cours hebdomadaire pro bono au collège des travailleurs, une tradition du Marischal College qu'il est enchanté de poursuivre. Il habite Aberdeen durant les six mois de l'année universitaire et passe l'été à Glenlair, dans la maison qu'il a héritée de son père.
Il s'est particulièrement investi dans une énigme qui a passionné les scientifiques depuis deux cents ans : la nature des anneaux de Saturne. La raison pour laquelle ils restaient stables sans se désagréger, se disperser ou s'écraser sur Saturne était inconnue. Le problème prend alors une importance particulière car le St John's College le choisit comme thème du Prix Adams en 1857. Il passe deux ans à étudier le problème, prouvant qu'un anneau solide ne pouvait être stable et qu'un anneau fluide serait forcé par des ondes mécaniques à se scinder en bulles. Sans aucune observation expérimentale, Maxwell conclut que les anneaux doivent être formés de nombreuses petites particules qu'il appelle « brick-bats », orbitant chacune indépendamment autour de Saturne. Il reçoit les 130 livres du prix Adams en 1859 pour son essai On the Stability of Saturn's Rings ; il est le seul candidat à avoir produit suffisamment d'avancées pour pouvoir être retenu. Son travail inspire à George Biddell Airy ce commentaire : « C'est une des plus remarquables applications des mathématiques à la physique que j'ai jamais vue ». Il faut attendre le programme Voyager dans les années 1980 pour avoir une confirmation expérimentale de cette théorie. Maxwell invalide aussi mathématiquement l'hypothèse nébulaire (qui affirme que le système solaire s'est formé par condensation progressive d'une nébuleuse purement gazeuse) en introduisant dans la théorie la prise en compte dans le modèle d'une partie additionnelle formée de petites particules solides.
En 1857, Maxwell se lie d'amitié avec le principal de Marischal, le Révérend Daniel Dewar et rencontre la fille de ce dernier, Katherine Mary Dewar. Ils se fiancent en février 1858 et se marient à Aberdeen le 2 juin de la même année. On sait relativement peu de choses sur elle, de sept ans son aînée, l'ami et Biographe de Maxwell, Campbell ayant manifesté une réticence inhabituelle sur ce sujet, bien que décrivant leur vie conjugale comme « une vie de dévotion sans exemple ».
En 1859, Maxwell lit les ouvrages de Rudolf Clausius et ses idées l'intéressent considérablement. À partir d'hypothèses et de raisonnements simples, il parvient à calculer la fraction de molécules dont le module de la vitesse est compris entre {\displaystyle v} et une valeur très proche {\displaystyle v+dv}. La déduction utilisée par Maxwell se limite aux molécules monoatomiques sans structure interne ni interaction entre elles. La distribution des vitesses de Maxwell et l'identification des vitesses apparaissent pour la première fois dans l'article « Illustrations of the Dynamical Theory of Gases », publié en 1860.
En 1860, le Marischal College fusionne avec son voisin le King's College (en) pour former l'Université d'Aberdeen. Il n'y a pas de place pour deux professeurs de philosophie naturelle et Maxwell, malgré sa stature scientifique, se retrouve alors congédié. Sa candidature au poste de Forbes à Édimbourg échoue, mais il obtient, à la place, la chaire de philosophie naturelle au King's College de Londres. Durant l'été 1860, après s'être remis d'un grave accès de variole, Maxwell part pour Londres avec sa femme Katherine,.

### King's College de Londres 1860-1865
À l'automne 1860, le jeune couple loue une maison dans le quartier de Kensington, à six kilomètres environ du King's College de Londres. La maison dispose d'un grenier où il installe son laboratoire personnel. Maxwell a pleinement conscience que les connaissances acquises sur les phénomènes électriques et magnétiques sont encore très fragmentées, mais il ne se consacre pas uniquement à l'électromagnétisme. Il perfectionne sa théorie sur la vision de la couleur, avec l'aide de Katherine Mary. Le couple effectue également des mesures de viscosité des gaz en vue de confirmer certaines conjectures formulées dans son article « Illustrations of the Dynamical Theory of Gases ». Il propose aussi un système de définition des quantités physiques appelé analyse dimensionnelle.
À Londres, il a l'occasion d'assister à des conférences de la Royal Society et de la Royal Institution, au sein de laquelle il illustre sa théorie de la couleur en projetant sur un écran la première image en couleurs. Il y rencontre le physicien et chimiste britannique Michael Faraday, alors âgé de 70 ans, avec qui il entre alors en relation épistolaire. Ses travaux au King's College sont peut-être les plus productifs de sa carrière. Il est récompensé de la médaille Rumford de la Royal Society en 1860 pour ses travaux sur la couleur et élu à la Society elle-même en 1861,,.
Cette période est essentiellement connue comme celle des avancées de Maxwell en électromagnétisme. Il examine en 1861 la nature des champs électromagnétiques dans son article en deux parties On Physical Lines of Force, dans lequel il fournit un modèle conceptuel de l'induction électromagnétique consistant en de petites cellules tournantes de flux du champ magnétique. Deux autres parties de l'article sont publiées au début de 1862 : dans la première il discute de la nature de l'électrostatique et des courants de déplacement. La dernière partie traite de la rotation de plans de polarisation de la lumière sous l'effet d'un champ magnétique, un phénomène découvert par Faraday et connu sous le nom d'effet Faraday. Dans sa plus célèbre étude, Maxwell indique de façon explicite que sa théorie électromagnétique de la lumière est inspirée des idées publiées en 1846 par Faraday dans l'article intitulé « Thoughts on Ray Vibrations ».
Les deux années suivantes sont consacrées à la gestation d'un article que beaucoup considèrent comme la plus importante contribution de Maxwell à l'histoire de la science. Publié en 1865, il s'intitule « A dynamical Theory of the Electromagnetic Field ». Dans ses travaux antérieurs, il ouvrait les différentes parties qui les composaient par des épigraphes contenant des termes tels que « lignes de force », « fluide » ou « vortex moléculaires ». Le protagoniste est cette fois le champ électromagnétique : « La théorie que je propose peut s'appeler théorie du champ électromagnétique car elle est liée à l'espace qui entoure les corps électriques ou magnétiques ».

### Glenlair, 1865-1871
Au printemps 1865, Katherine Mary et James décident d'aller vivre à Glenlair. En dépit de ses fructueuses années passées à Londres, Maxwell veut consacrer davantage de temps à une longue liste de sujets en attente : compilation de ses connaissances sur l'électricité et le magnétisme, réalisation de quelques améliorations dans la maison et la propriété. Pour l'ensemble de ces raisons, il renonce à son poste de professeur au King's College de Londres. Au cours du printemps et de l'été 1867, Katherine et James décident de faire leur Grand Tour d'Italie, pendant les travaux d'agrandissement de la maison. À Florence, ils ont l'occasion de rencontrer Lewis Campbell et son épouse pour apprécier ensemble l'architecture et la musique italiennes. Ce n'est pas le seul voyage de Katherine et James, chaque printemps ils passent quelques semaines à Londres et se rendent dans les lieux où sont organisées des conférences. Chaque année il va, en outre, à Cambridge où l'université lui a demandé d'être examinateur du tripos.
Maxwell sait profiter des six années qu'il passe à Glenlair. C'est à cette période qu'il écrit le livre Theory of Heat et seize articles sur des sujets très divers, tous avec des contenus originaux. Dans son article On Governors (1868), il décrit mathématiquement le comportement des régulateurs, ces dispositifs qui contrôlent la vitesse des moteurs à vapeur, établissant ainsi les bases théoriques de l'ingénierie de contrôle. Dans son article Sur les figures, cadres et diagrammes de forces réciproques (1870), il discute de la rigidité de diverses conceptions de réseau. Maxwell est également le premier en 1871 à utiliser explicitement l'analyse dimensionnelle. Cependant, il se consacre davantage à son livre A treatise on Electricity and Magnetism publié en 1873. La taille de l'ouvrage est considérable : deux volumes de presque cinq cents pages chacun, bien qu'il ne contienne rien d'essentiellement nouveau, à part de petits détails.

### Cambridge, 1871-1879
En 1871, Maxwell retourne à Cambridge, il est en effet chargé de concevoir et superviser la construction du nouveau laboratoire de physique expérimentale voulu et financé par William Cavendish duc de Devonshire et chancelier de l'université. Pour se faire une idée plus précise de la conception du bâtiment et de l'équipement nécessaire, il visite les laboratoires de William Thomson à Glasgow et d'un collègue à Oxford. Les travaux commencent en 1872 et se prolongent jusqu'au printemps 1874 et, au début de l'été, le bâtiment est déjà en fonctionnement. Il devient le premier professeur de la chaire Cavendish de physique expérimentale.
La vie du couple Maxwell à Cambridge est différente de celle de Londres, ils ne réalisent plus les expériences chez eux car le laboratoire Cavendish est très proche. Néanmoins, ce qui assombrit probablement le plus cette dernière étape de leur vie est l'état de santé de Katherine, qui s'est considérablement dégradé ; elle se sent très faible et nécessite fréquemment des soins. Lorsque son épouse va mal, il la veille mais parvient à rédiger ses travaux et organiser les expériences du personnel de laboratoire. Il cesse cependant d'assister aux conférences et réunions scientifiques. L'une des dernières grandes contributions de Maxwell à la science est la rédaction (avec de nombreuses notes originales) des recherches de Henry Cavendish, qui révèlent que ce dernier avait notamment effectué des recherches sur des questions telles que la densité de la Terre et la composition de l'eau.
Au printemps de 1877, Maxwell commence à souffrir de maux d'estomac dont il se soulage en ingurgitant du bicarbonate de soude. Les crises de douleur aiguë étant de plus en plus fréquentes, il consulte un médecin d'Édimbourg, qui lui diagnostique un cancer de l'estomac le 2 octobre 1879. James Clerk Maxwell meurt à Cambridge le 5 novembre 1879 à l'âge de 48 ans. Sa mère était morte au même âge du même type de cancer. Il est enterré à Parton Kirk, proche de Castle Douglas à Galloway, près de l'endroit où il a grandi. Son ancien camarade de classe et ami de longue date, le professeur Lewis Campbell, publie sa biographie détaillée en 1882. Huit ans plus tard, en 1890, la Cambridge University Press publie l’ensemble de ses travaux réunis en deux ouvrages.

## Maxwell professeur
Ses cours sont, dit-on, relativement difficiles à suivre. Les idées qui jaillissent continuellement de son esprit interfèrent avec le plan de son discours explicatif. Au tableau, il n'est pas non plus très à l'aise, il se trompe parfois dans ses calculs, et il lui faut revenir en arrière pour les corriger. Sa tendance à ne jamais rester longtemps au même endroit contribue aussi à sa mauvaise réputation en tant que pédagogue, ainsi il ne reste que quatre ans à Aberdeen, tandis que son prédécesseur en avait passé trente-cinq. Néanmoins, Maxwell n'a jamais quitté un poste à cause de problèmes avec des étudiants ou des collègues. Son enthousiasme, son intérêt pour les matières qu'il enseigne, son autorité, ses idées brillantes, son respect et même son affection pour ses élèves, en auraient fait un excellent professeur s'il était resté suffisamment longtemps à l'un de ses postes. Un étudiant raconte qu'il reste volontiers dans la classe après le cours, passant plusieurs heures avec tous les élèves qui souhaitent l'interroger sur le thème du jour ou sur tout autre sujet de leur choix. Il leur montre les instruments qu'il invente et avec lesquels il conduit ses expériences du moment.

## Postérité
À la mort de Maxwell, ses admirateurs s’attellent à une entreprise ardue : comprendre, perfectionner, étendre et diffuser son œuvre. Une quarantaine d'entre eux, dont certains sont historiens, forment un groupe baptisé « les maxwelliens ». Beaucoup sont Britanniques et appartiennent au monde universitaire, mais d'autres sont aussi des gens sans formation universitaire, comme Oliver Heaviside, ou d'autres  encore qui, dans un premier temps, ont participé à cette tâche de façon indépendante, comme Heinrich Hertz.

## Travaux scientifiques

### Physique

#### Analyse des couleurs

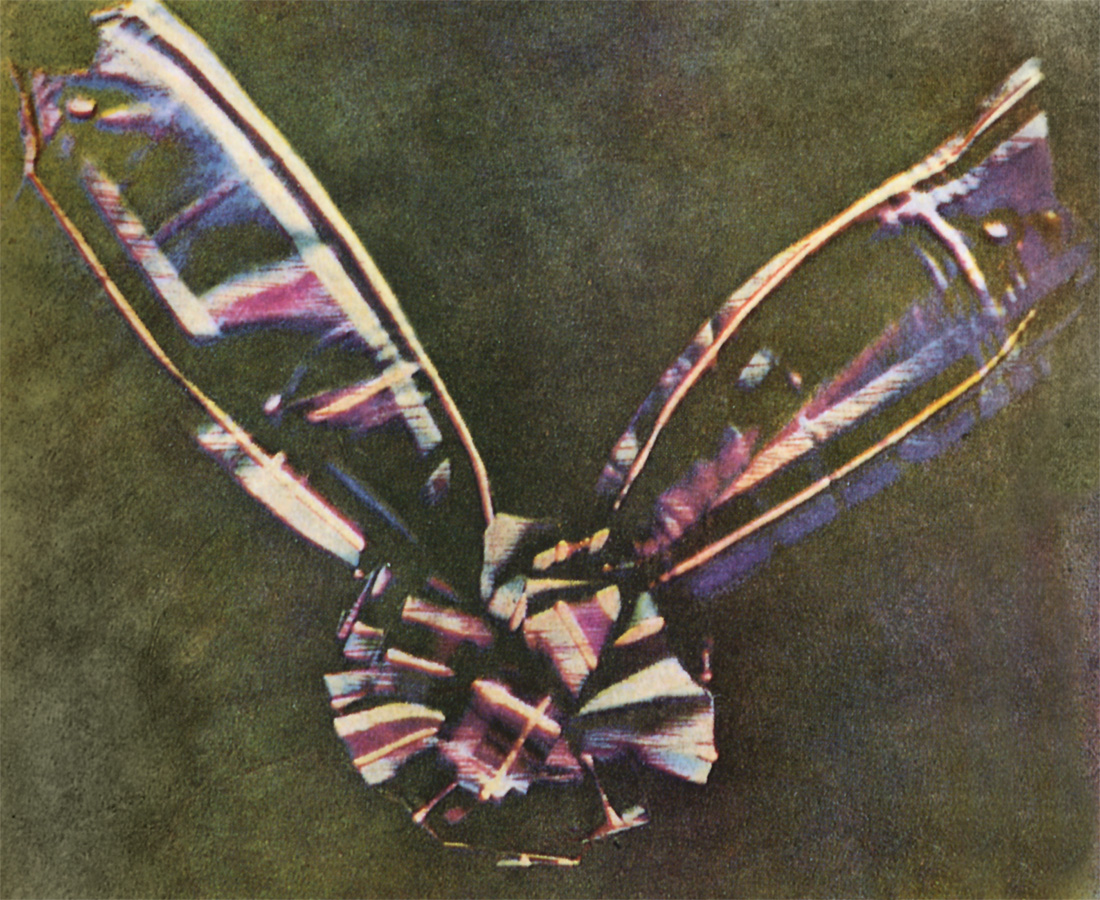
La première photographie en couleur par Thomas Sutton sous le contrôle direct de Maxwell en 1861.

De 1855 à 1872, James Clerk Maxwell publie une série de recherches concernant la perception des couleurs et le daltonisme, pour lesquelles il reçoit la médaille Rumford en 1860. Les instruments qu'il utilisait pour ses recherches étaient à la fois simples et pratiques, comme ses disques qui servaient à comparer les mélanges des trois couleurs primaires en observant une toupie colorée.

#### Théorie cinétique et thermodynamique
Une des contributions les plus importantes de Maxwell est la théorie cinétique des gaz. Initiée par Daniel Bernoulli, cette théorie a ensuite été développée successivement par John Herapath (en), John James Waterston, James Joule et surtout Rudolf Clausius, jusqu'à être largement acceptée. Néanmoins elle reçut un développement important de la part de Maxwell.
En 1866, il formule, indépendamment de Ludwig Boltzmann, la théorie cinétique des gaz dite de Maxwell-Boltzmann. Sa formule, appelée distribution de Maxwell, donne la proportion des molécules d'un gaz se développant à une certaine vitesse à une température donnée. Cette approche généralise les lois de la thermodynamique et permet d'expliquer statistiquement un certain nombre d'observations expérimentales. Les travaux de Maxwell en thermodynamique l'amènent également à formuler l'expérience de pensée appelée le démon de Maxwell.
En 1871 il établit les relations thermodynamiques de Maxwell, qui expriment l'égalité entre certaines dérivées secondes des potentiels thermodynamiques par rapport à différentes variables thermodynamiques. En 1874, il construit un moulage en plâtre afin de visualiser les transitions de phase, modèle reposant sur les méthodes graphiques de thermodynamique avancées par le chercheur américain Josiah Willard Gibbs.

#### Électromagnétisme

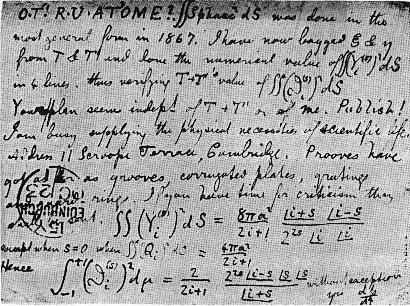
Une carte postale de Maxwell à Peter Tait.

La plus grande partie de la vie scientifique de Maxwell a été consacrée à l'électricité. Sa plus grande contribution est le développement et la formulation mathématiques des travaux précédents sur l'électricité et le magnétisme réalisés par Michael Faraday et André-Marie Ampère notamment. Il en tire un ensemble de vingt équations différentielles à vingt variables, plus tard réduites à quatre. Ces équations, désormais connues sous le nom d'équations de Maxwell, sont présentées la première fois à la Royal Society en 1864 et décrivent le comportement et les relations du champ électromagnétique ainsi que son interaction avec la matière.
L'équation d'onde électromagnétique de Maxwell prévoit l'existence d'une onde associée aux oscillations des champs électrique et magnétique et se déplaçant dans le vide à une vitesse facilement accessible expérimentalement. Avec les moyens de l'époque, Maxwell obtient une célérité de 310 740 000 m/s. Dans son article de 1864, A Dynamical Theory of the Electromagnetic Field (en), Maxwell écrit : « L'accord des résultats semble montrer que la lumière et le magnétisme sont deux phénomènes de même nature et que la lumière est une perturbation électromagnétique se propageant dans l'espace suivant les lois de l'électromagnétisme. »
Cette prévision s'est révélée correcte et la relation entre lumière et électromagnétisme est considérée comme une des plus grandes découvertes du XIXe siècle dans le domaine de la physique.
À ce moment Maxwell pense que la propagation de la lumière nécessite un milieu pour support des ondes : l'éther. Avec le temps, l'existence d'un tel milieu, remplissant tout l'espace et apparemment indétectable par des moyens mécaniques, pose de plus en plus de problèmes pour s'accorder avec les expériences telles que celle de Michelson et Morley. De plus, cela semble imposer un référentiel absolu dans lesquelles les équations sont valides, mais impose également à celles-ci de prendre une expression différente pour un observateur en mouvement. C'est cette dernière difficulté qui amène Albert Einstein à formuler sa théorie de la relativité restreinte pour laquelle l'existence de l'éther n'est plus nécessaire.

### Mathématiques
Maxwell a publié en 1868 un article intitulé On Governors, souvent considéré comme le début d'une théorie mathématique de la régulation. Le régulateur (governor) y renvoie à la notion de régulateur à boules des machines à vapeur.

## Publications
- On the Description of Oval Curves, and those having a plurality of foci. Proceedings of the Royal Society of Edinburgh, Vol. ii. 1846.
- Illustrations of the Dynamical Theory of Gases. 1860.
- On Physical Lines of Force. 1861.
- A Dynamical Theory of the Electromagnetic Field. 1865.
- On Governors. Proceedings of the Royal Society, Vol. 16 (1867-1868) p. 270-283.
- Theory of Heat. 1871.
- On the Focal Lines of a Refracted Pencil. Proceedings of the London Mathematical Society s1-4(1):337-343, 1871.
- A Treatise on Electricity and Magnetism. Vol. 1. Clarendon Press, Oxford. 1873. Texte en ligne disponible sur IRIS
- A Treatise on Electricity and Magnetism. Vol. 2. Clarendon Press, Oxford. 1873. Texte en ligne disponible sur IRIS
- Molecules. Nature, septembre 1873.
- On Hamilton's Characteristic Function for a Narrow Beam of Light. Proceedings of the London Mathematical Society s1-6(1):182-190, 1874.
- Matter and Motion, 1876.
- On the Results of Bernoulli's Theory of Gases as Applied to their Internal Friction, their Diffusion, and their Conductivity for Heat.
- Ether, Encyclopaedia Britannica, neuvième édition (1875-89).
- Traité élémentaire d'électricité. Gauthiers-Villars, Paris, 1884. Texte en ligne disponible sur IRIS

- Maxwell, l’électricité et la lumière.
- Scientific Papers 1. University Press, Cambridge, 1890. Texte en ligne disponible sur IRIS
- Scientific Papers 2. University Press, Cambridge, 1890. Texte en ligne disponible sur IRIS

## Citations
- « La vraie logique du monde est celle du calcul des probabilités. » — James Maxwell[76]
- « La vitesse des ondes électromagnétiques est presque celle de la lumière... ce qui donne une bonne raison de conclure que la lumière est en quelque sorte elle-même (en incluant le rayonnement de chaleur et les autres radiations du même type) une perturbation électromagnétique qui se propage selon les lois de l'électromagnétisme. » — James Maxwell
- « La théorie de la relativité doit son origine aux équations de Maxwell sur le champ électromagnétique » — Albert Einstein
- « Il a atteint des sommets inégalés. » — Max Planck
- « Depuis des temps immémoriaux, disons depuis dix mille ans, il y a peu de doute que l'évènement le plus marquant sera pour un temps la découverte (au XIXe siècle) de Maxwell sur les lois de l'électromagnétisme » — Richard Feynman
- « L'importance de Maxwell dans l'histoire des sciences est comparable à celle d'Einstein (qu'il inspira) et de Newton (dont il réduisit l'influence) » — Ivan Tolstoy.